# 浅見又蔵
浅見 又蔵（あさみ またぞう、天保10年8月16日〈1839年9月23日〉 - 明治33年〈1900年〉4月21日）は、滋賀県の実業家。太湖汽船会社社長、第21国立銀行頭取・第64国立銀行頭取等を歴任、篤志家として様々な支援活動を行い、晩年は日本赤十字社の活動に対しても積極的に関わった。

## 生涯
天保10年8月16日（1839年9月23日）、近江坂田郡長浜宮町（現滋賀県長浜市神戸町）の薬種問屋商若森彦右衛門と母田中氏との3男として生まれ、幼名得御寅吉と言う。数え12歳の時に親戚で京で呉服商を営む土田家に奉公に出、帰郷後播州明石に伊藤家に養子として入るが半年で破断となり、万延元年（1860年）12月長浜で縮緬製造を生業とする浅見又之助の養子となった。一時期養父同様浅見又之助と称したが、後に又蔵と改名した。
又蔵は家業である『浜ちりめん』の育成・特産化に力を注ぎ、国内・海外博覧会に出品し、輸出にも取り組み、浜ちりめん業界において指導的役割を果たした。また、長浜町内の有力者として区長・町会議員・県会議員・長浜町長を務める一方で、長浜発展のため、琵琶湖湖上輸送の推進、長浜港の整備に取り組み、太湖汽船社長に就任。また、長浜の成長に必要な金融基盤確立のため第21国立銀行設立に寄与し、後に頭取に就任。第64国立銀行（大津）に対しては再建に協力し、第21国立銀行頭取を辞した後に同行頭取に就任し、再建に尽力した。地元産業界・経済界への功績は大きい。
又蔵は篤志家としても活動し、帰郷を望む東京在住の彦根藩士達の住宅地を開発、長浜大火に際しての備蓄米放出と私財を投じた被災者支援を手始めに、事あるごとに寄付を行った。明治19年（1886年）には、博愛社に対して度々行った寄付に対し博愛病院開院式典において皇后より特別に言葉を受けた。これらの活動より、佩有功章特別社員に推され、晩年は日本赤十字社滋賀支部幹事・会計監事などを任された。また、滋賀県第一（開知）小学校（現長浜市立長浜小学校）設立・滋賀商業学校（現滋賀県立八幡商業高等学校）設立にも積極的に参加し、明治20年（1887年）明治天皇・皇后が京より琵琶湖汽船経由で長浜に来た時、又蔵は私費を投じ「お休み処」として迎賓館『慶雲館』を建てた。

## 略歴
年譜
- 天正10年（1839年）8月誕生。
- 万延元年（1860年）11月浅見又之助の養子となり、又蔵と改名。
- 文久元年（1861年）5月長浜町町役人就任（～明治4年（1871年））。長浜町内で貯蓄米を募る。
- 慶應2年（1866年）長浜町総代役就任。
- 明治元年（1868年）5月長浜八幡神社氏子総代。
- 明治4年（1871年）4月（長浜56個町）坂田郡第16区長に任命。5月東京在住彦根藩士のための移住地開地に携わる。有志と汽船湖龍丸を購入し湖上運送業務に参入する。11月戸籍編纂に従事。
- 明治5年（1872年）11月長浜大火に際し、長浜町貯蓄米を放出し被災者支援を行う。2月長浜県庶務課勧業掛を兼ねる。
- 明治6年（1873年）4月坂田郡第16、第17区長就任。
- 明治9年（1876年）地租改正作業に従事。フィラデルフィア万国博覧会に浜ちりめんを出品し、高評価を得、輸出を検討。6月滋賀県第一（開知）小学校開校に尽力する、滋賀県の命で警務取締を兼務する。
- 明治10年（1877年）4月国立銀行設立願書を大蔵省に提出し、第21国立銀行として認可を得る。10月区長を辞任。12月第21銀行開業し取締役に就任。
- 明治12年（1879年）東京起立工業会社と契約を結び、浜ちりめんの輸出を開始する。
- 明治13年（1880年）汽船会社乱立に対して、長浜を中心とする各社で三汀社を設立し統合を呼び掛ける。
- 明治14年（1881年）1月第21国立銀行頭取に就任（～明治19年（1886年））。2月滋賀県議会議員選挙にて坂田郡より当選したが、就任を辞す。内国勧業博覧会（東京）に黒ちりめんを出品し、有功褒状を得る。
- 明治15年（1882年）5月藤谷組・江州丸会社・三汀汽船が統合し太湖汽船設立。11月長浜港改修工事竣工。
- 明治16年（1883年）大阪聯合共進会へちりめん出品し3等を得る。
- 明治17年（1884年）2月坂田郡聯合勧業委員及び勧業諮問会員を命じられる（翌年辞任）。5月長浜まで鉄道開通し長浜港の業務を開始する。滋賀県議会議員選挙にて坂田郡より当選。8月第64国立銀行再建を相談される。第二回内国絵画共進会に古書を出品。
- 明治18年（1885年）1月第64銀行再建策について大蔵省認可を得る。太湖汽船社長就任（15年間太湖汽船経営に携わる）。
- 明治19年（1886年）1月第64国立銀行頭取就任（第二十一銀行頭取は任期退任）。滋賀県議会議員選挙にて坂田郡より当選。5月滋賀県商業学校設立に際し商議員を県より委嘱。
- 明治20年（1887年）滋賀県尚武義会名誉会員に任じられる。2月慶雲館竣工。11月坂田郡等での税調査委員選挙人に当選す。
- 明治21年（1888年）7月勧業諮問会員に任じられる。
- 明治22年（1889年）長浜町会議員に当選。
- 明治24年（1891年）長浜町農産工芸品評会にちりめんを出品し、2等を得る。11月滋賀県臨時博覧会委員を仰せつかる。
- 明治27年（1894年）滋賀県臨時博覧会より近江縮緬業部監督となる。
- 明治28年（1895年）第4回内国勧業博覧会鎮西出品協会より同会名誉会員に任じられる。4月日本赤十字社滋賀支部幹事に任じられる。
- 明治29年（1896年）7月日本赤十字社滋賀支部会計監事に任じられる。
- 明治30年（1897年）9月滋賀県農工銀行設立に際し農工銀行設立委員に任じられる。
- 明治31年（1898年）長浜町長に当選。
- 明治33年（1900年）死去。墓所は多磨霊園。

## 栄典
- 1887年（明治20年）12月27日 - 銀製黄綬褒章[4]